# (4716) Urey
(4716) Urey es un asteroide perteneciente al cinturón de asteroides, descubierto el 30 de octubre de 1989 por Schelte John Bus desde el Observatorio Interamericano del Cerro Tololo, La Serena, Chile.

## Designación y nombre
Designado provisionalmente como 1989 UL5. Fue nombrado Urey en honor al químico estadounidense Harold Urey ganador del Premio Nobel de Química en el año 1934 por su descubrimiento del deuterio.

## Características orbitales
Urey está situado a una distancia media del Sol de 3,181 ua, pudiendo alejarse hasta 3,611 ua y acercarse hasta 2,752 ua. Su excentricidad es 0,134 y la inclinación orbital 10,13 grados. Emplea 2073 días en completar una órbita alrededor del Sol.

## Características físicas
La magnitud absoluta de Urey es 11,6. Tiene 15,409 km de diámetro y su albedo se estima en 0,155.